# Tagiura (Gibuti)
Tagiura (scritto anche Tadjoura, Tajura, Tajurah, dall'afar Tagórri) è la più antica città dello Stato di Gibuti, e capoluogo del omonima regione. È situata sul Golfo di Tagiura.

## Geografia
Tagiura è situata lungo la costa settentrionale del golfo omonimo, a circa 25 km a nord della capitale Gibuti.

## Storia
Tagiura compare nella mappa di Muhammad al-Idrisi del 1154. Durante il medioevo fu controllata dal Sultanato di Ifat e, tra il XV ed il XVI secolo, dal Sultanato di Adal. Nel secolo fu controllata dal Sultanato Ad-Ali Abli degli Afar. Nel corso dei secoli la cittadina, grazie alla sua posizione strategica sulla costa, divenne un importante centro per la tratta degli schiavi e per il commercio dell'avorio. Annessa alla Somalia francese nel 1883, sei anni dopo vi fu abolita la schiavitù per legge. Con l'arrivo degli Europei nella regione, Tagiura divenne un attivo centro per il contrabbando delle armi da fuoco con l'Etiopia e lo Scioa. 
Con la fondazione da parte dei francesi della cittadina di Gibuti sulla riva opposta del golfo e la successiva realizzazione della ferrovia per l'Etiopia, l'importanza economica di Tagiura iniziò a declinare rapidamente.

## Infrastrutture e trasporti

### Strade
Tagiura è unita al resto del paese dalla RN 9. Dalla città parte anche la RN 14 che collega con la cittadina costiera di Obock.

### Porti
Il nuovo scalo portuale della città è stato inaugurato il 10 ottobre 2000 ed attualmente viene utilizzato principalmente per l'esportazione del potassio ad uso agricolo. Tagiura è collegata con Gibuti da un servizio di traghetti. 

### Aeroporti
Tagiura è dotata di una pista di atterraggio situata a 4 km ad est del centro abitato.